# San Giuseppe dei Vecchi (Nápoly)
A San Giuseppe dei Vecchi templom Nápolyban.

## Története
1614-ben alapította Andrea Cavallo minorita atya a Carafa család egyik városi birtokán. A templomot 1634-ben Cosimo Fanzago tervei alapján elkezdték kibővíteni, viszont a munkálatok az 1656-os és 1665-ös pestisjárványok miatt jelentősen elhúzódtak és csal 1706 és 1712 között fejeződtek be Onofrio Parascandalo vezetésével. 1732-ben meg kellett erősíteni, mivel egy földrengés súlyos károkat okozott szerkezetében. A templom görög kereszt alaprajzú kevés értékes műtárggyal. Homlokzata egyszerű kialakítású, csak Francesco Solimena faragott bejárata díszíti.